# 兰溪第一中学
29°12′9.0″N 119°27′12.7″E / 29.202500°N 119.453528°E
浙江省兰溪市第一中学（Lanxi No.1 Middle School），简称：兰溪一中，位于浙江省兰溪市，是一所办学历史悠久的全日制寄宿制省一级重点中学。其前身是始建于1936年的私立担三初级中学（一说创建于1940年3月），至今已有近百年的办学历史。

## 学校概况
兰溪第一中学（兰溪一中）创办于1936年，1998年被评为省一级重点中学，属省文明学校、省文明单位、省现代教育技术实验学校、省科技教育示范学校。1999年2月迁入新校，发展成为寄宿制的高级中学。新校坐落于黄大仙故里风景秀丽的横山南麓，三江（婺江、兰江、衢江）之畔，毗邻东方莎士比亚李渔之芥子园，校名由中科院院长路甬祥题写。学校占地180亩，建筑面积4.11万平方米，绿化率53%，学校功能分区清晰，布局合理。学校十分重视校园文化氛围的创设，校园内草坪整齐划一，繁花斗妍，主体建筑从容优雅，错落有致，融校园、花园、乐园于一体。 学校现有高中教学班36班，学生2000余人，教职工153人，专任教师118名，高级教师31名，本科以上学历占94.2%，其中研究生毕业4人，另有32名教师正在参加浙江教育学院研究生班学习。此外，有5名教师被确定为金华市名师培养人，这批中青年骨干教师平均年龄在35.6岁，均为兰溪市的学科带头人，他们学有专长，教有良方，在兰溪市和金华市的教育教学中发挥着重要作用。

## 历史与现状

### 历史沿革
- 浙江省兰溪第一中学始建于1936年，前身是私立担三初级中学、私立辅成中学、简易师范和县立初级中学[1]。
- 1949年5月，辅成中学、担三中学合并为私立兰溪新民中学。
- 1958年定名为浙江省兰溪第一中学。
- 1978年被定为浙江省金华重点中学。
- 1981年被确定为浙江省重点中学。
- 1995年秋季学校停招初中学生，转为高级中学。
- 1997年9月18日兰溪一中新校举行开工。
- 1998年5月，经过浙江省教委严格的评估，兰溪一中被批准为省一级重点中学。
- 1998年12月底新校舍主体工和全面竣工。
- 1999年月2月1日兰溪一中迁入新校。
- 2000年5月顺利地通过了浙江省教育厅的复查验收。
- 2016年12月，兰溪一中被评为浙江省一级特色示范中学。

兰溪一中易地搬迁是兰溪教育史上前所未有的创举，标志着具有六十多年建校历史的兰溪一中以崭新的风貌驶入新世纪 。

### 学校现状
为加快教育现代化的进程，全面培养21世纪的高素质人才，并力争早日跨入全国示范性中学行列，学校挖掘潜力，集中资金加大投入，使各种现代化教育教学设施日趋齐备和完善，现已拥有多媒体教室36个，多媒体计算机教室二个，多媒体阶梯教室二个，多媒体语言教室二个，教师课件制作室一个，电子阅览室一个，电教中心一个。学校还配有校园网网管中心，实现了校内联网，国内外上网，体现了教育资源共享、网络多媒体教学和办公自动化的方向。 学校本着"以生为本"，"一切为了学生的发展"的办学宗旨，为学生提供了充分自由发展的时空，根据学生各自不同的兴趣和个性特长开设各类选修课和活动课，出现了学生个性素质全面提高，全体学生全面素质提高，各类型、各层次的特长生脱颖而出的局面，学科竞赛成绩优异，学生社团活动及科技小发明活动，颇有特色。近三年来，在省市级各类竞赛中获奖389人次，省级学科竞赛获奖102 人次，尤其是生物奥赛已连续二年获浙江省团体优胜奖。为了鼓励学生勤奋学习，学校对品学兼优的学生实行奖学金制度，每学期有10%的学生荣获学校颁发的各级各类奖学金，对于家庭经济困难学生，学校提供勤工俭学岗位和助学金，每年均有近百名学生通过学校的帮助而顺利完成学业，2000年高考上线率达97.1%，2005年高考上重点323人，2006年上重点310人，2008年上重点347人，2011年上重点453人，2012年上重点为378人，2013年上重点为400余人。
学校自1985年创办中学生业余党校以来，已培养了一批全面发展的尖子学生入党，这些学生党员或党校学员在进入高校后均成为优秀学生。如96届毕业生徐航天在考入北京外交学院后就担任了校学生党小组组长，毕业任职于国务院外交部。97届毕业生学生党员陈聪考取北京外交学院、98届学生党员赵卫星考取北京大学、99届学生党员胡东旭考取清华大学、邓卿考取上海复旦大学，2006届洪一帆、郑凯考取北京大学，2013届朱国栋考取清华大学，每年另有数十人考取浙江大学。该校开办的中学生业余党校的育人模式和经验曾得到了朱镕基总理的充分肯定，浙江电视台《新世纪论坛》栏目曾就此作了专题报道。

### 现任领导
- 校长 方爱荣

## 校园活动
兰溪一中有一年一度的校运会，科技文化艺术节等活动。学校有学生会和丰富的学生社团。

## 知名校友
- 陈薇